# Нагар панчаят
Нагар палика (хинди नगर पालिका, IAST: nagara pālikā) или нагар панчаят (хинди नगर पंचायत, IAST: nagara paṃcāyata) — городской орган местного самоуправления в Индии, сравним с муниципалитетом.
Район города с населением от 30 до 100 тысяч также называют нагар панчаятом.
Однако есть некоторые исключения. Все предыдущие областные комитеты (районы города с населением от 5 до 20 тысяч) повторно классифицированы как нагар панчаят.
У нагар панчаята есть свой председатель и члены администрации. Как минимум 10 из них выбираются, а 3 — назначаются.